# Municipio de Ixtlahuacán de los Membrillos
El municipio de Ixtlahuacán de los Membrillos es uno de los 125 municipios en que se encuentra dividido el estado mexicano de Jalisco. Está ubicado en el centro del estado en la región del mismo nombre, directamente al norte del Lago de Chapala, su cabecera municipal es la ciudad del Ixtlahuacán de los Membrillos. Es integrante de los municipios que conforman la Zona Metropolitana de Guadalajara.

## Geografía
El municipio de Ixtlahuacán de los Membrillos se localiza en la región Centro del estado de Jalisco. Sus municipios colindantes son Jocotepec, Juanacatlán, Chapala y Tlajomulco de Zúñiga. Tiene una extensión territorial de 184.32 kilómetros cuadrados.
El territorio de Ixtlahuacán de los Membrillos tiene límites al noreste con el municipio de Juanacatlán, al este y sur con el municipio de Chapala, al suroeste y oeste con el municipio de Jocotepec y al noroeste con el municipio de Tlajomulco de Zúñiga.

## Medio físico
El 66.1% del municipio tiene terrenos planos, es decir, con pendientes menores a 5° y la roca predominantes es basalto (41.1%), rocas ígneas extrusivas básicas. El suelo predominante es el vertisol (69.9%), tienen estructura masiva y alto contenido de arcilla. Su color es negro, gris oscuro o café rojizo. Su uso agrícola es muy extenso, variado y productivo. Son muy fértiles pero su dureza dificulta la labranza. Tienen susceptibilidad a la erosión y alto riesgo de salinización. La agricultura (64.9%) es el uso de suelo dominante en el municipio.

### Clima, temperatura y precipitación
El clima se clasifica como semiseco con invierno y primavera secos, y semicálido sin estación invernal definida. La temperatura media anual es de 19.8 °C., y tiene una precipitación media anual de 797.9 milímetros con régimen de lluvias en junio, julio y agosto. Los vientos dominantes son en dirección este y oeste. El promedio de días con heladas al año es de 8.2.

### Hidrografía
Los tipos de recursos hídricos del municipio están constituidos por aguas subterráneas, ríos y lagos. El territorio está ubicado dentro de 2 acuíferos de los cuales el 100.0% no tienen disponibilidad y el 0% se encuentra con disponibilidad de agua subterránea.
El territorio municipal está dentro de las cuencas Río Lerma 7, Río Santiago 1 de las cuales el 87.5% tienen disponibilidad y el 12.5% presentan déficit de disponibilidad de agua superficial.
Los recursos del municipio los integran: el río Santiago y los arroyos de caudal durante la época de lluvias Los Sabinos, Los Lobos, Agua Escondida, Los Pinos, La Cañada y Grande.
Cuenta con las presas de almacenamiento: El Llano, El Carnero, Las Campanillas, La Capilla, El Carrizo y El Aniego.

## Áreas naturales protegidas
Ixtlahuacán de los Membrillos alberga 2 áreas naturales protegidas con una superficie de 3,155.81 hectáreas (ha) lo que representa el 17.1% de todo el territorio municipal. Además, se cuenta con 0.7% de humedales. Las ANP llevan por nombre Cerro Viejo-Chupinaya-Los Sabinos, Sierra Cóndiro - Canales y Cerro San Miguel Chiquihuitillo.

## Sequía
A nivel municipal la sequía extrema es la que tiene una mayor distribución con un 48%, le siguen la severa, excepcional y moderada con 21, 14 y 11 por ciento respectivamente.

## Flora y fauna
La flora está representada por especies como pino, encino, oyamel, eucalipto, laurel de la India, galeana, pinabete, sauce, sabino, ozote, mezquite, guamúchil, guaje, fresno, nogal, guayabo, tepehuaje, mango, limonero, naranjo, copal, zapote blanco, tabachín, jacaranda, camichín, zalate, ahuilote, ciruelo, pirul, nopal y otras especies.
En la fauna se encuentran especies como coyote, conejo, armadillo, tlacuache, ardilla y víbora de cascabel.

## Infraestructura
El municipio cuenta con 16 servicios públicos, de los cuales destacan 52 escuelas, seguido de 24 instalaciones deportivas o de recreación y plazas con 16.

### Salud
De acuerdo con los registros de la secretaría de salud, en el municipio se encuentran 13 unidades de servicio de salud como lo son consultorios, hospitales generales y especializados, oficinas administrativas, farmacias, laboratorios, unidades de medicina familiar, de especialidades médicas y móviles. De las cuales 8 corresponden a la Secretaría de Salud (SSJ), 3 unidades de salud son de los Servicios Médicos Privados y 1 módulo del Instituto de Seguridad y Servicios Sociales para los Trabajadores del Estado (ISSSTE).

## Demografía y localidades
De acuerdo a los resultados del Censo de Población y Vivienda de 2020 realizado por el Instituto Nacional de Estadística y Geografía, la población total del municipio de Ixtlahuacán de los Membrillos asciende a 67 969 personas; de las cuales el 49.2 por ciento eran hombres y 50.8 por ciento mujeres. Comparando este volumen poblacional con el del año 2015 (53, 045 habitantes), se observa que la población municipal aumentó un 28.13 por ciento en cinco años. La densidad poblacional es de 369.39 habitantes por kilómetro cuadrado.

### Localidades
En 2020 Ixtlahuacán de los Membrillos contaba con 103 localidades, de éstas, 18 eran de dos viviendas y 31 de una. La localidad de Los Freseros (Los Sabinos) era la más poblada, con 15,279 personas, que representaban el 22.5% de la población del municipio; le seguía Los Olivos con el 14.3%, Ixtlahuacán de los Membrillos con el 14.1%, Atequiza con el 10% y Huerta Vieja [Fraccionamiento] con el 4.9% del total municipal.
| Código INEGI      | Localidad                     | Población (2020) |
| ----------------- | ----------------------------- | ---------------- |
| 140440054         | Los Freseros                  | 15 279           |
| 140440010         | Los Olivos                    | 9 753            |
| 140440001         | Ixtlahuacán de los Membrillos | 9 561            |
| 140440002         | Atequiza                      | 6 794            |
| 140440170         | Huerta Vieja                  | 3 318            |
| 140440005         | La Capilla del Refugio        | 2 637            |
| 140440180         | La Capilla                    | 2 333            |
| 140440169         | Rinconada la Loma             | 2 250            |
| 140440171         | Puerta del Sol                | 2 179            |
| 140440003         | Buenavista                    | 2 038            |
| 140440173         | Lomas de la Capilla           | 1 900            |
| 140440006         | Los Cedros                    | 1 754            |
| 140440172         | Valle de los Girasoles        | 1 726            |
| 140440011         | El Rodeo                      | 1 429            |
| 140440012         | Santa Rosa                    | 1 277            |
| 140440181         | Luis García                   | 1 085            |
| Otras localidades | Otras localidades             | 2 656            |
| Total municipal   | Total municipal               | 67 969           |

## Migración
El índice de intensidad migratoria se ubico en 64.35 puntos, lo que representa un grado de intensidad migratoria Bajo.

## Pobreza por carencia social
Respecto a las carencias sociales en 2020, destaca que el indicador de carencia por acceso a la seguridad social es el acceso a la seguridad social, con un 40.9 por ciento, que en términos absolutos representa 26,878 habitantes. En contraste, el que menos proporción de población presentó fue el de acceso a los servicios básicos en la vivienda, con el 3.3 por ciento. Otros indicadores como acceso a servicios de salud, a los alimentos, rezago edicativo, así como calidad y espacios de la vivienda, con 28, 10, 17 y 9 por ciento respectivamente.

## Economía y empleo
Conforme a la información del Directorio Estadístico Nacional de Unidades Económicas (DENUE) de INEGI, el municipio de Ixtlahuacán de Los Membrillos cuenta con 1,085 unidades económicas al mes de mayo de 2024 y su distribución por sectores revela un predominio de establecimientos dedicados a Comercio, siendo estos el 48.94% del total en el municipio.

### Empleos
Para junio de 2024 el IMSS reportó un total de 9,056 trabajadores asegurados, lo que representó para el municipio de Ixtlahuacán de Los Membrillos un incremento anual de 1,829 trabajadores en comparación con el mismo mes de 2023, debido al alza del registro de empleo formal de algunos de sus grupos económicos principalmente el de Construcción de edificaciones y de obras de ingeniería civil. En función de los registros del IMSS el grupo económico que más empleos presentó dentro del municipio de Ixtlahuacán de Los Membrillos fue el de Fabricación de productos metálicos; excepto maquinaria y equipo, ya que en junio de 2024 registró un total de 1,927 trabajadores concentrando el 21.28% del total de asegurados en el municipio. El segundo grupo económico con más trabajadores asegurados fue el de Construcción de edificaciones y de obras de ingeniería civil, que para junio de 2024 registró 1,538 trabajadores asegurados que representan el 16.98% del total de trabajadores asegurados a dicha fecha. El tercer grupo económico con mayor relevancia es el de Preparación y servicio de alimentos y bebidas con un porcentaje mayor al 11% de trabajadores asegurados.

## Índice de desarrollo municipal (IDM)
Ixtlahuacán de los Membrillos obtiene un desarrollo institucional Muy Alto con un IDM-I de 70.6.

## Promedio mensual de carpetas de investigación abiertas
Durante el periodo junio de 2023-mayo de 2024, se abrieron un total de 840 carpetas de investigación con un promedio mensual de 70 carpetas abiertas en donde el delito con mayor investigación fue el de otros robos.

## Política

### Representación legislativa
Para la elección de diputados locales al Congreso de Jalisco y de diputados federales a la Cámara de Diputados federal, el municipio de Ixtlahuacán de los Membrillos se encuentra integrado en los siguientes distritos electorales:
Local:
- Distrito electoral local de 17 de Jalisco con cabecera en Jocotepec.[9]

Federal:
- Distrito electoral federal 17 de Jalisco con cabecera en Jocotepec.[10]

### Presidentes municipales
| Presidente municipal            | Período                | Partido político | Notas                                                             |
| José Ma. Herrera                | 1839                   |                  |                                                                   |
| Agapito Zaragoza                | 1848                   |                  |                                                                   |
| Teófilo Zúñiga                  | 1869                   |                  |                                                                   |
| Valente G. González             | 1870                   |                  |                                                                   |
| Margarito Bustos                | 1870                   |                  |                                                                   |
| José Ma. Herrera                | 1871                   |                  |                                                                   |
| J. Pilar González               | 1875                   |                  |                                                                   |
| Crecencio Velázquez             | 1876                   |                  |                                                                   |
| Lázaro Herrera                  | 1876                   |                  |                                                                   |
| Mónico García                   | 1876                   |                  |                                                                   |
| José Ma. Herrera                | 1878                   |                  |                                                                   |
| Pantaleón Mendoza               | 1878                   |                  |                                                                   |
| Leandro Mendoza                 | 1879                   |                  |                                                                   |
| Mateo Luna                      | 1879–1880              |                  |                                                                   |
| Marcelino Díaz                  | 1880–1881              |                  |                                                                   |
| Georgino Zúñiga                 | 1881                   |                  |                                                                   |
| Teófilo Zúñiga                  | 1883                   |                  |                                                                   |
| Maximino Mendoza                | 1884                   |                  |                                                                   |
| Teófilo Zúñiga                  | 1884                   |                  |                                                                   |
| Mateo Luna                      | 1885                   |                  |                                                                   |
| Hilario Hernández               | 1886                   |                  |                                                                   |
| Mateo Luna                      | 1886                   |                  |                                                                   |
| Teófilo Zúñiga                  | 1886–1887              |                  |                                                                   |
| Mateo Luna                      | 1888                   |                  |                                                                   |
| Lázaro Herrera                  | 1889                   |                  |                                                                   |
| Marcelino Herrera               | 1889                   |                  |                                                                   |
| Teófilo Zúñiga                  | 1890                   |                  |                                                                   |
| Maximino Mendoza                | 1891                   |                  |                                                                   |
| Mateo Luna                      | 1892                   |                  |                                                                   |
| Petronilo Herrera               | 1892                   |                  |                                                                   |
| Teófilo Zúñiga                  | 1893–1894              |                  |                                                                   |
| Rosalío Zaragoza                | 1895                   |                  |                                                                   |
| Onofre Díaz                     | 1896                   |                  |                                                                   |
| Rosalío Luna                    | 1897                   |                  |                                                                   |
| Marcelino Díaz                  | 1898                   |                  |                                                                   |
| Eulogio Herrera                 | 1899                   |                  |                                                                   |
| Juan Langruen                   | 1900                   |                  |                                                                   |
| Mateo Luna                      | 1901                   |                  |                                                                   |
| Francisco Zúñiga                | 1902                   |                  |                                                                   |
| Eulogio Herrera                 | 1903                   |                  |                                                                   |
| Mateo Luna                      | 1903                   |                  |                                                                   |
| Onofre Díaz                     | 1904                   |                  |                                                                   |
| Eulogio Herrera                 | 1905                   |                  |                                                                   |
| Anacleto Zúñiga                 | 1906                   |                  |                                                                   |
| J. Pilar Zúñiga                 | 1907                   |                  |                                                                   |
| Anacleto Zúñiga                 | 1907                   |                  |                                                                   |
| Adalberto Herrera               | 1908                   |                  |                                                                   |
| Eulogio Herrera                 | 1909                   |                  |                                                                   |
| Eusebio Casillas                | 1910                   |                  |                                                                   |
| J. Guadalupe                    | 1910                   |                  |                                                                   |
| Eulogio Herrera                 | 1911                   |                  |                                                                   |
| Crescencio Zúñiga               | 1911                   |                  |                                                                   |
| Anacleto Zúñiga                 | 1911                   |                  |                                                                   |
| Quirino Zarazoza                | 1911                   |                  |                                                                   |
| Eusebio Casillas                | 1912                   |                  |                                                                   |
| Manuel Zaragoza                 | 1913                   |                  |                                                                   |
| Juan A. García                  | 1913                   |                  |                                                                   |
| Eulogio Herrera                 | 1914                   |                  |                                                                   |
| Juan G. González                | 1914–1915              |                  |                                                                   |
| Florentino Zaragoza             | 1915                   |                  |                                                                   |
| J. Santos Zaragoza              | 1915–1916              |                  |                                                                   |
| Bonifacio Neri                  | 1916                   |                  |                                                                   |
| J. Encarnación García           | 1916                   |                  |                                                                   |
| J. Santos García                | 1916–1917              |                  |                                                                   |
| Bonifacio Neri                  | 1917                   |                  |                                                                   |
| Crecencio Zúñiga                | 1918                   |                  |                                                                   |
| Adalberto Herrera               | 1919                   |                  |                                                                   |
| Valente D. González             | 1920                   |                  |                                                                   |
| Amado Gómez                     | 1920                   |                  |                                                                   |
| Anacleto Zúñiga                 | 1920                   |                  |                                                                   |
| Ramón Díaz                      | 1921                   |                  |                                                                   |
| Eusebio Casillas                | 1921                   |                  |                                                                   |
| Aureliano Díaz                  | 1922–1923              |                  |                                                                   |
| Crecencio Zúñiga                | 1924                   |                  |                                                                   |
| Julio C. Díaz                   | 1924                   |                  |                                                                   |
| Ignacio Lepe                    | 1925                   |                  |                                                                   |
| Timoteo García                  | 1926                   |                  |                                                                   |
| J. Jesús Zaragoza               | 1927                   |                  |                                                                   |
| Agustín Mendoza                 | 1927                   |                  |                                                                   |
| Pedro Velázquez                 | 1928                   |                  |                                                                   |
| Agustín Mendoza                 | 1929                   |                  |                                                                   |
| J. Jesús Zaragoza R.            | 1929                   | PNR              |                                                                   |
| José María Herrera              | 1930                   | PNR              |                                                                   |
| Nabor Langruen                  | 1931                   | PNR              |                                                                   |
| Pedro Velázquez                 | 1931                   | PNR              |                                                                   |
| Manuel Cuevas                   | 1931                   | PNR              |                                                                   |
| Isidro Rodríguez                | 1932                   | PNR              |                                                                   |
| J. Jesús Zaragoza               | 1932                   | PNR              |                                                                   |
| Pedro Cervantes                 | 1932                   | PNR              |                                                                   |
| J. Jesús Zaragoza R.            | 1933                   | PNR              |                                                                   |
| Isidro Martínez L.              | 1934                   | PNR              |                                                                   |
| Aureliano Díaz                  | 1935                   | PNR              |                                                                   |
| Maximiliano García              | 1936                   | PNR              |                                                                   |
| Conrado Ortiz                   | 1937                   | PNR              |                                                                   |
| Timoteo García                  | 1937                   | PNR              |                                                                   |
| José Mora                       | 1938                   | PNR              |                                                                   |
| Apolonio Carrillo               | 1938                   | PRM              |                                                                   |
| Simón Rodríguez                 | 1939                   | PRM              |                                                                   |
| Julián Aguilar L.               | 1940                   | PRM              |                                                                   |
| Rafael Ramírez                  | 1941–1942              | PRM              |                                                                   |
| Ramón Coronado                  | 1942                   | PRM              |                                                                   |
| Maximiliano García              | 1943–1944              | PRM              |                                                                   |
| Apolonio Carrillo               | 1945                   | PRM              |                                                                   |
| J. Jesús Cervantes              | 1946                   | PRI              |                                                                   |
| J. Refugio Aguilar              | 1947–1948              | PRI              |                                                                   |
| José Mendoza V.                 | 1949–1952              | PRI              |                                                                   |
| Merced Ramírez                  | 1953                   | PRI              | Interino                                                          |
| J. Refugio Aguilar              | 1953–1955              | PRI              |                                                                   |
| Ramón C. Ramírez                | 1956–1958              | PRI              |                                                                   |
| Julián Aguilar L.               | 1959–1960              | PRI              |                                                                   |
| Juan Zaragoza Íñiguez           | 1961                   | PRI              | Interino                                                          |
| Salvador Herrera S.             | 01-01-1962–31-12-1964  | PRI              |                                                                   |
| Eva Herrera Becerra             | 01-01-1965–31-12-1967  | PRI              |                                                                   |
| J. Trinidad Mendoza H.          | 01-01-1968–31-12-1970  | PRI              |                                                                   |
| Juan Manuel Zaragoza Íñiguez    | 01-01-1971–31-12-1973  | PRI              |                                                                   |
| David Díaz Ramírez              | 01-01-1974–31-12-1976  | PRI              |                                                                   |
| Pedro Salvador Sánchez Zepeda   | 01-01-1977–31-12-1979  | PRI              |                                                                   |
| Juan José Herrera Arreola       | 01-01-1980–31-12-1982  | PRI              |                                                                   |
| Raúl Ramírez Real               | 01-01-1983–31-12-1985  | PRI              |                                                                   |
| María Elba Díaz Ramírez         | 01-01-1986–31-12-1988  | PRI              |                                                                   |
| Juan Pablo Guardiola Zúñiga     | 01-01-1989–1992        | PRI              |                                                                   |
| Conrado Ramírez García          | 1992–1995              | PRI              |                                                                   |
| José Antonio Aguilar Enciso     | 1995–1997              | PAN              |                                                                   |
| José de Jesús López Covarrubias | 01-01-1998–2000        | PRI              |                                                                   |
| Refugio Silva Vega              | 2000                   | PRI              | Interino/a                                                        |
| Aurelio Díaz Aguilar            | 01-01-2001–31-12-2003  | PRI              |                                                                   |
| Ramón Ramírez Hernández         | 01-01-2004–31-12-2006  | PAN              |                                                                   |
| Octavio Coronado Vargas         | 01-01-2007–31-12-2009  | PAN              |                                                                   |
| Carlos Méndez Gutiérrez         | 01-01-2010–2012        | PRI Panal        | Coalición "Alianza por Jalisco"                                   |
| Marco Antonio Díaz Carrazco     | 2012                   | PRI Panal        | Coalición "Alianza por Jalisco". Interino                         |
| Sergio Ramón Quintero González  | 01-10-2012–30-09-2015  | PRI PVEM         | Coalición "Compromiso por Jalisco"                                |
| Eduardo Cervantes Aguilar       | 01-10-2015–30-03-2018  | PRI              | Solicitó licencia al cargo, para buscar la reelección, que obtuvo |
| Carlos Méndez Gutiérrez         | 31-03-2018–2018        | PRI              | Interino                                                          |
| Eduardo Cervantes Aguilar       | 01-10-2018–30-09-2021  | PRI              | Fue reelegido el 01-07-2018                                       |
| José Heriberto García Murillo   | 01-10-2021–28-02-2024  | PRI              | Solicitó licencia al cargo para buscar la reelección.             |
| Carlos Méndez Gutiérrez         | 29-02-2024- 30-09-2021 | PRI              | Interino                                                          |
| José Heriberto García Murillo   | 01-10-2024–            | PRI              | Fue reelegido el 02-06-2024                                       |